# Microcerella retusa
Microcerella retusa är en tvåvingeart som först beskrevs av Hall 1937.  Microcerella retusa ingår i släktet Microcerella och familjen köttflugor. Inga underarter finns listade i Catalogue of Life.